# Ali Bennaceur
Ali Bennaceur (eller Ali Bin Nasser) (født 2. marts 1944) er en tidligere fodbolddommer fra Tunesien. 
Ali Bennaceur er kendt som dommeren der overså Diego Maradonas brug af hænder og godkendte målet som gav Argentina føringen i kvartfinalekampen mod England ved VM i fodbold 1986. Kampen i Mexico by endte med en sejr til Argentina, som senere vandt hele turneringen.
Maradona udtalte efter kampen at «målet blev scoret med Guds hånd og Maradonas hoved», og målet har siden været kendt som «Guds hånd»-målet.
I 2007 refererede flere medier at den ene linjevogter, Bogdan Dotchev fra Bulgarien, havde udtalt at han havde set at Maradona havde brugt hånden, men at han ikke havde mulighed for at konferere med dommeren, der allerede på det tidspunkt havde godkendt målet.
Bennaceur er til og med VM i fodbold 2006 den eneste tunesiske fodbolddommer som har dømt kampe ved et fodboldverdensmesterskab for mænd.
| Biografi | Spire Denne biografi om en fodbolddommer er en spire som bør udbygges. Du er velkommen til at hjælpe Wikipedia ved at udvide den. |